# Pernegg (Baixa Áustria)
Pernegg (Baixa Áustria) é um município da Áustria localizado no distrito de Horn, no estado de Baixa Áustria.